# صرة (عمارة)

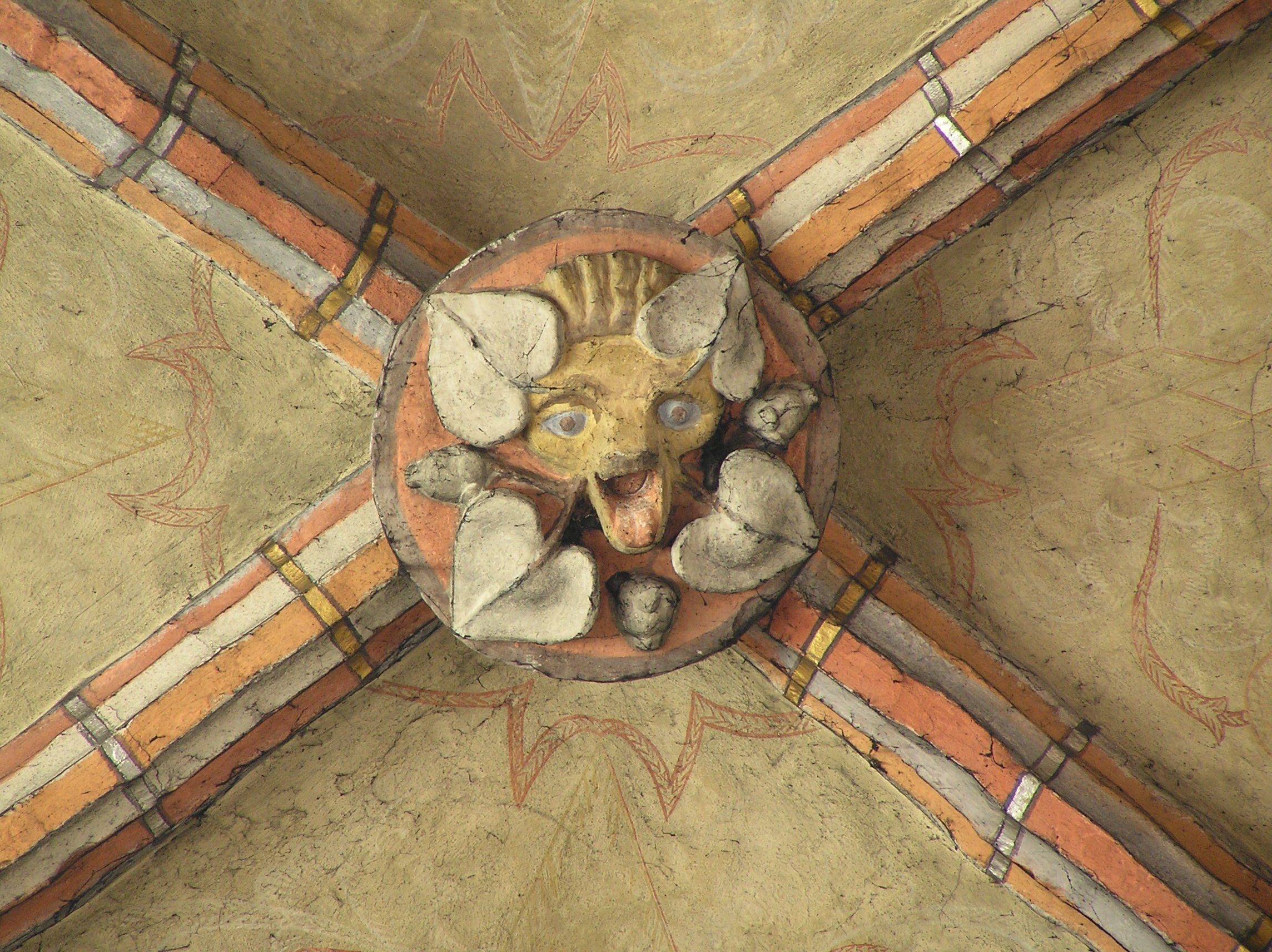
حجر العقد مع صرة.

في العمارة، الصُرّة هي عقدة أو نتوء من الخشب أو الحجر أو المعدن.

## معرض صور

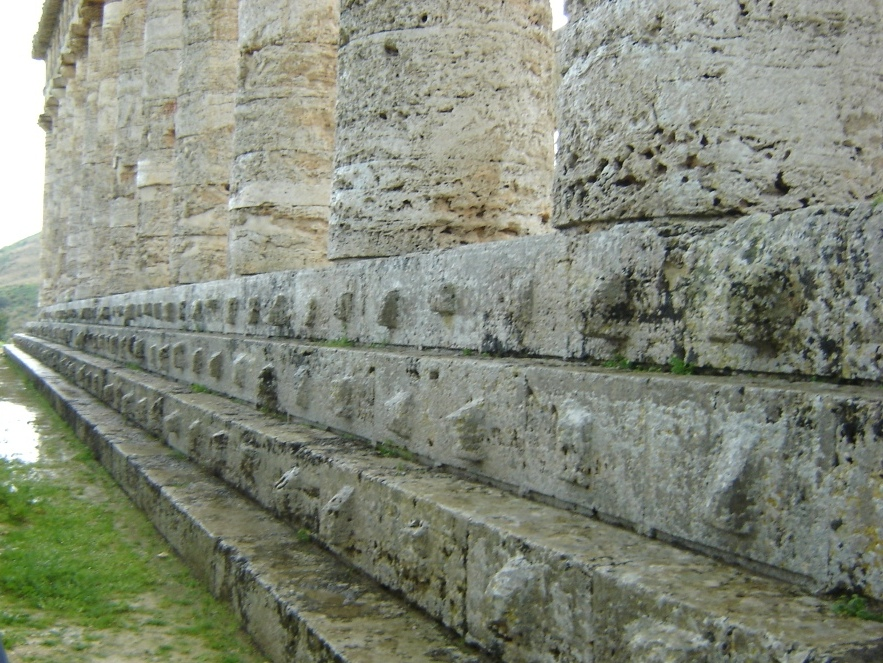
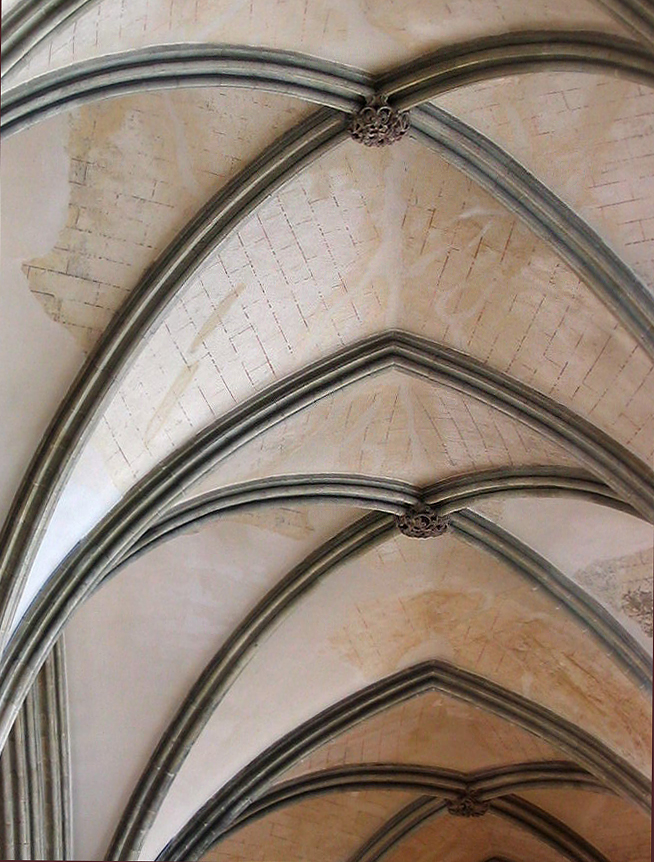
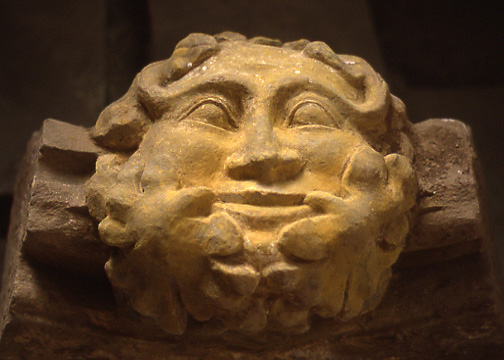
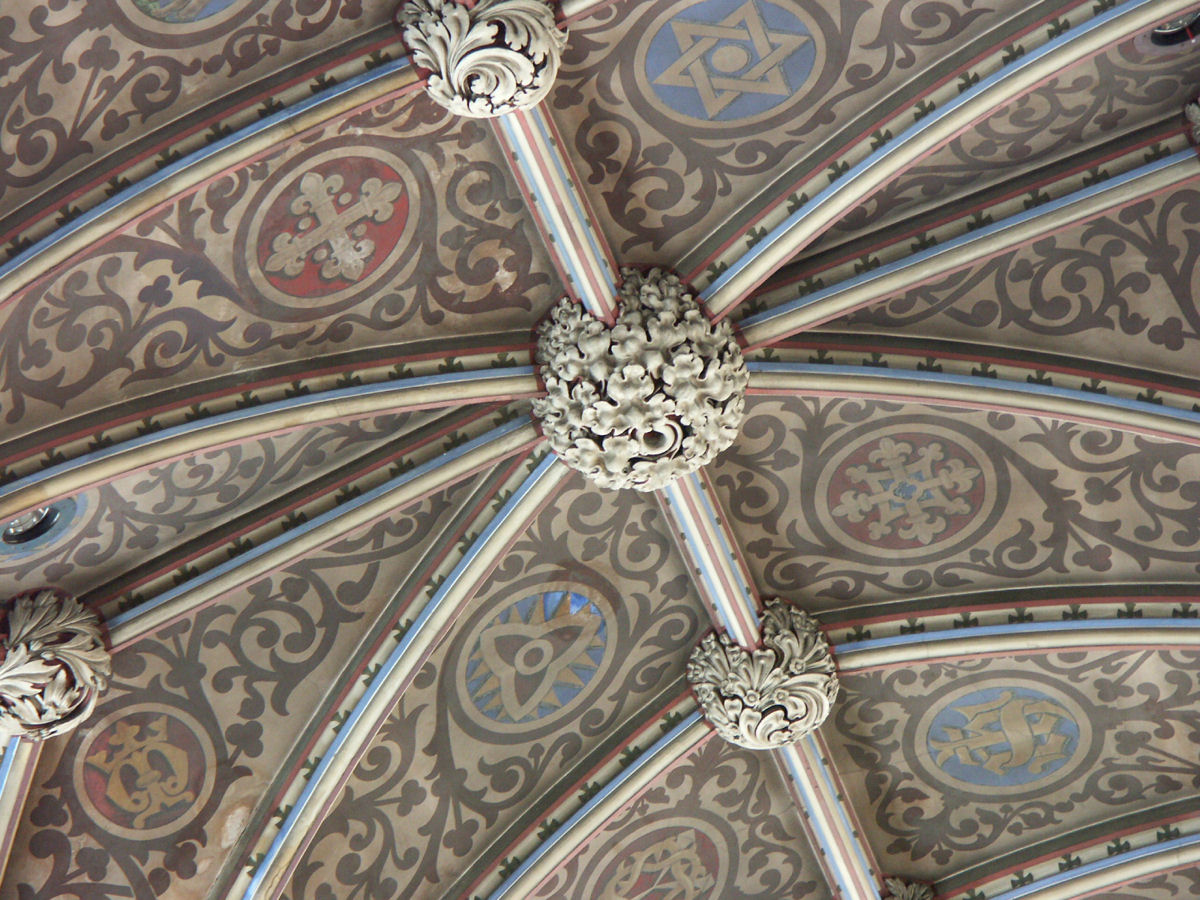
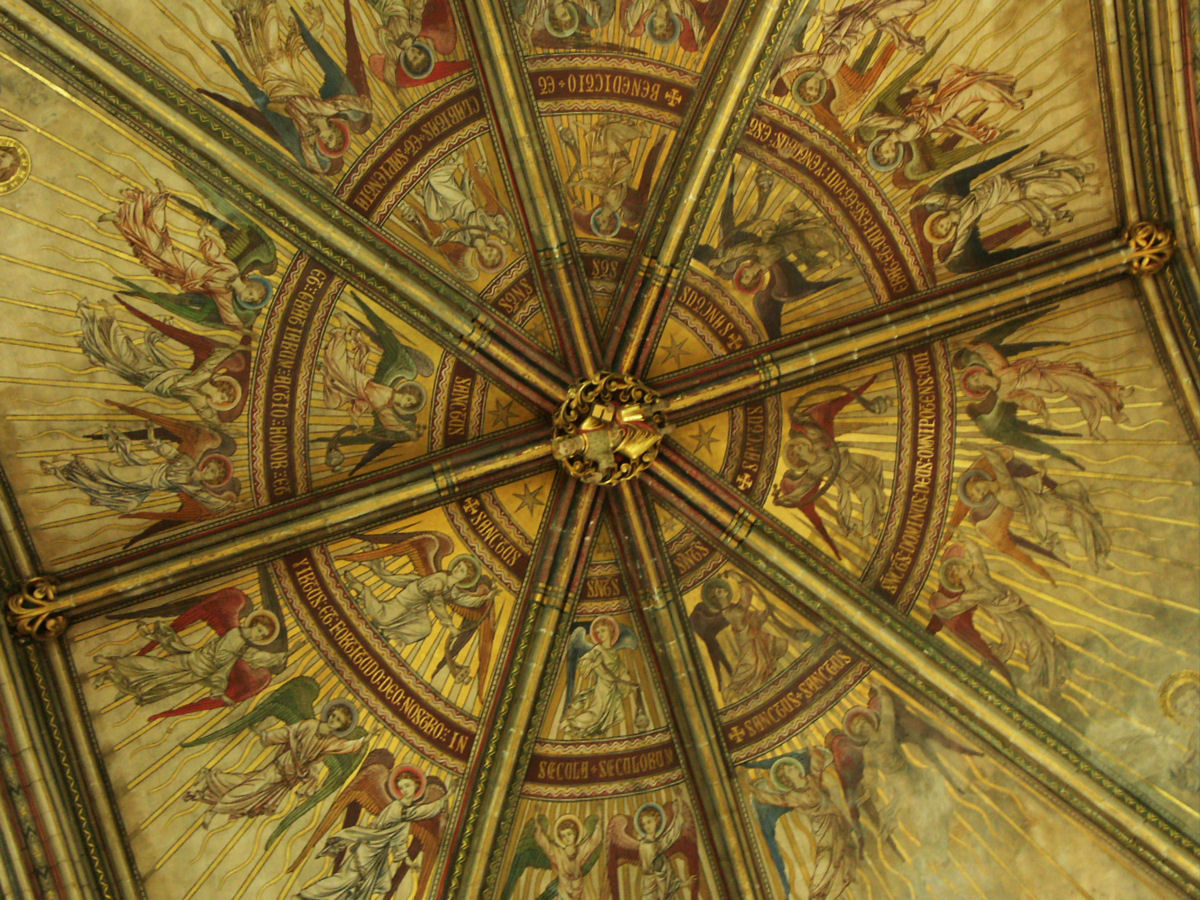
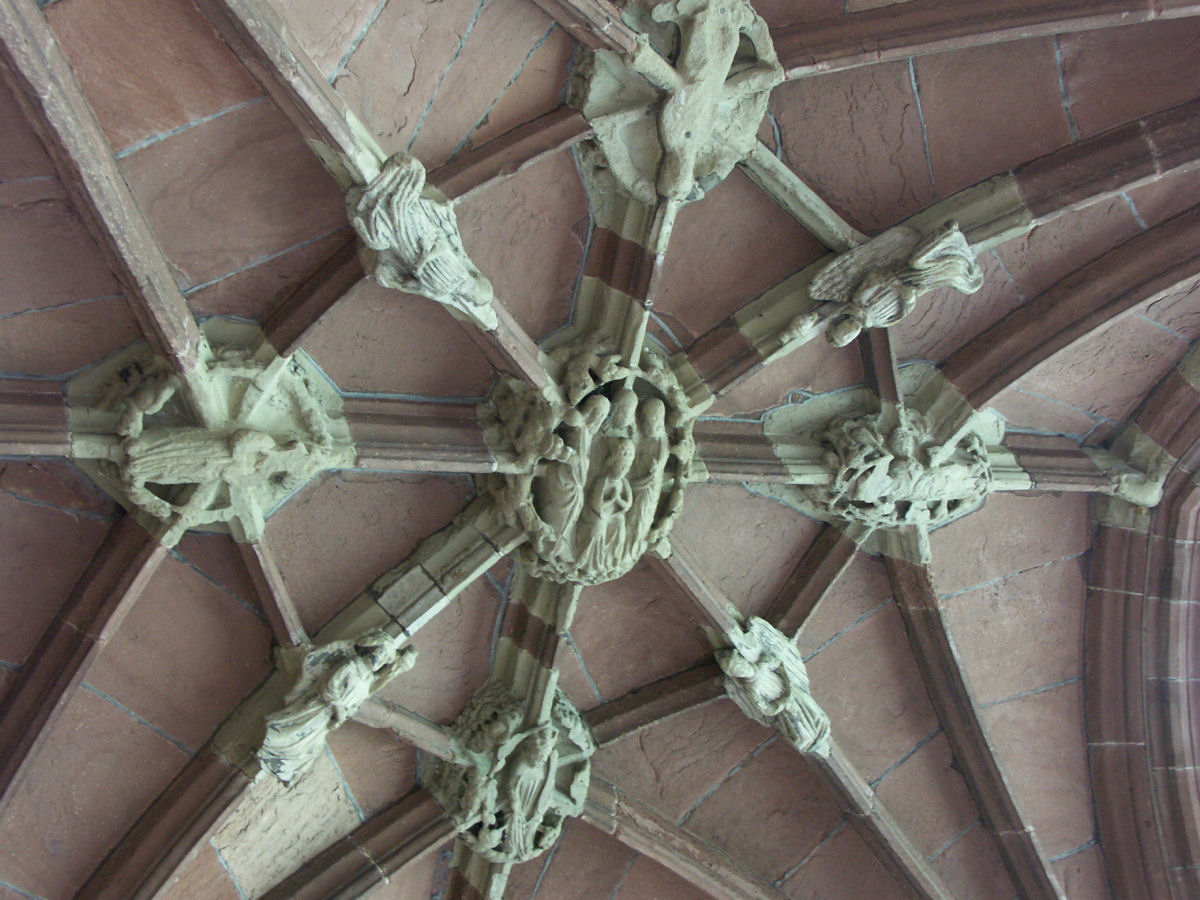
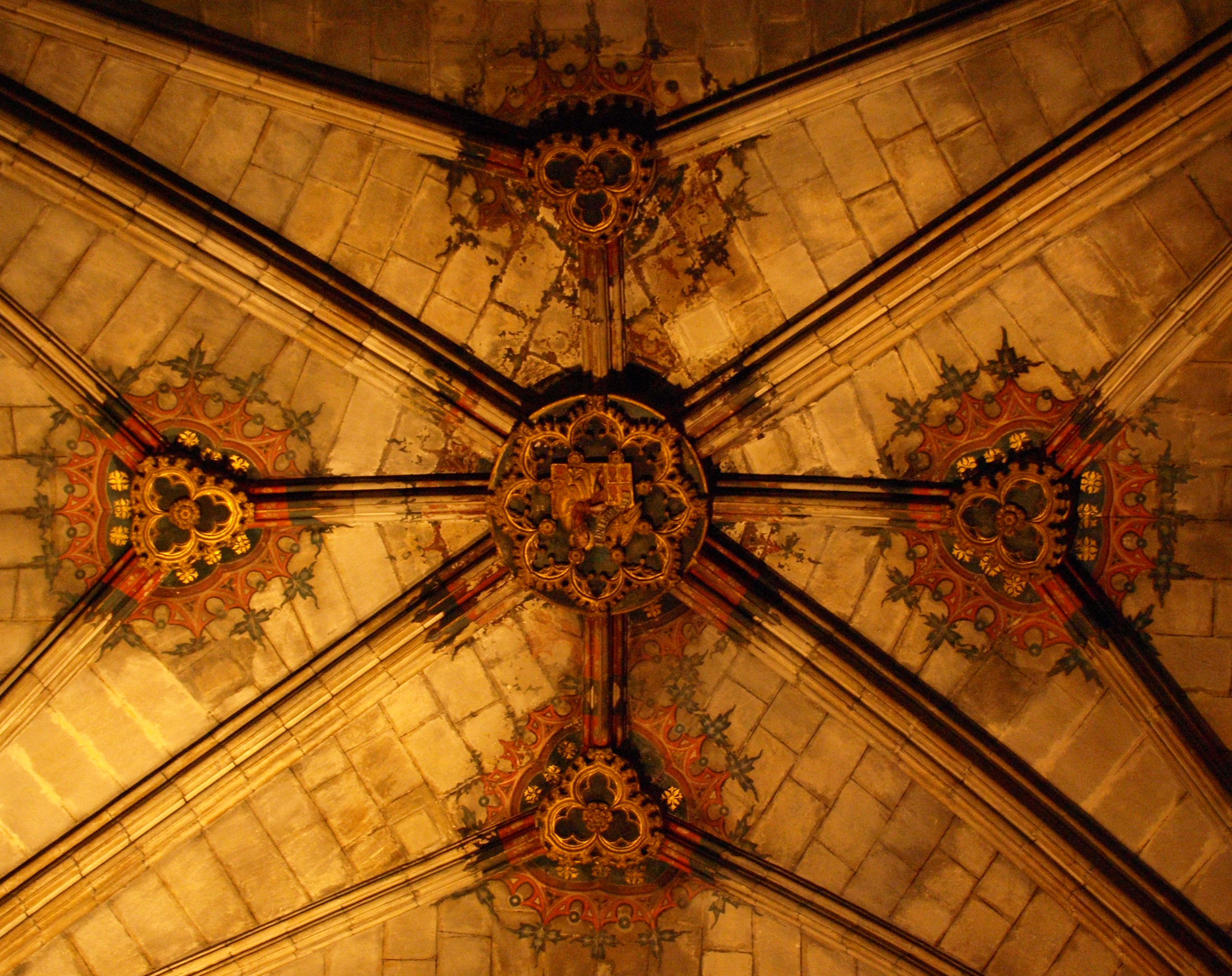
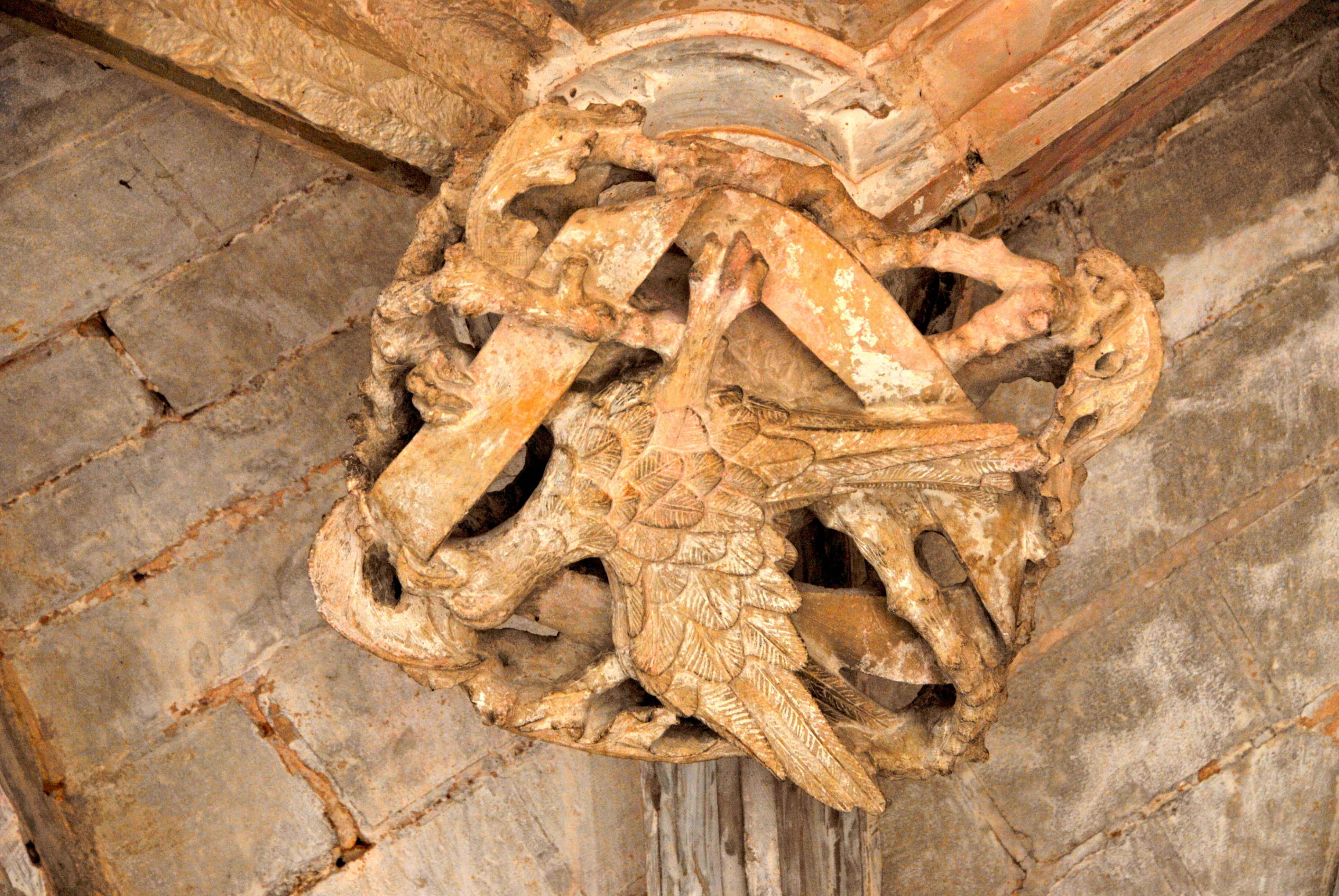
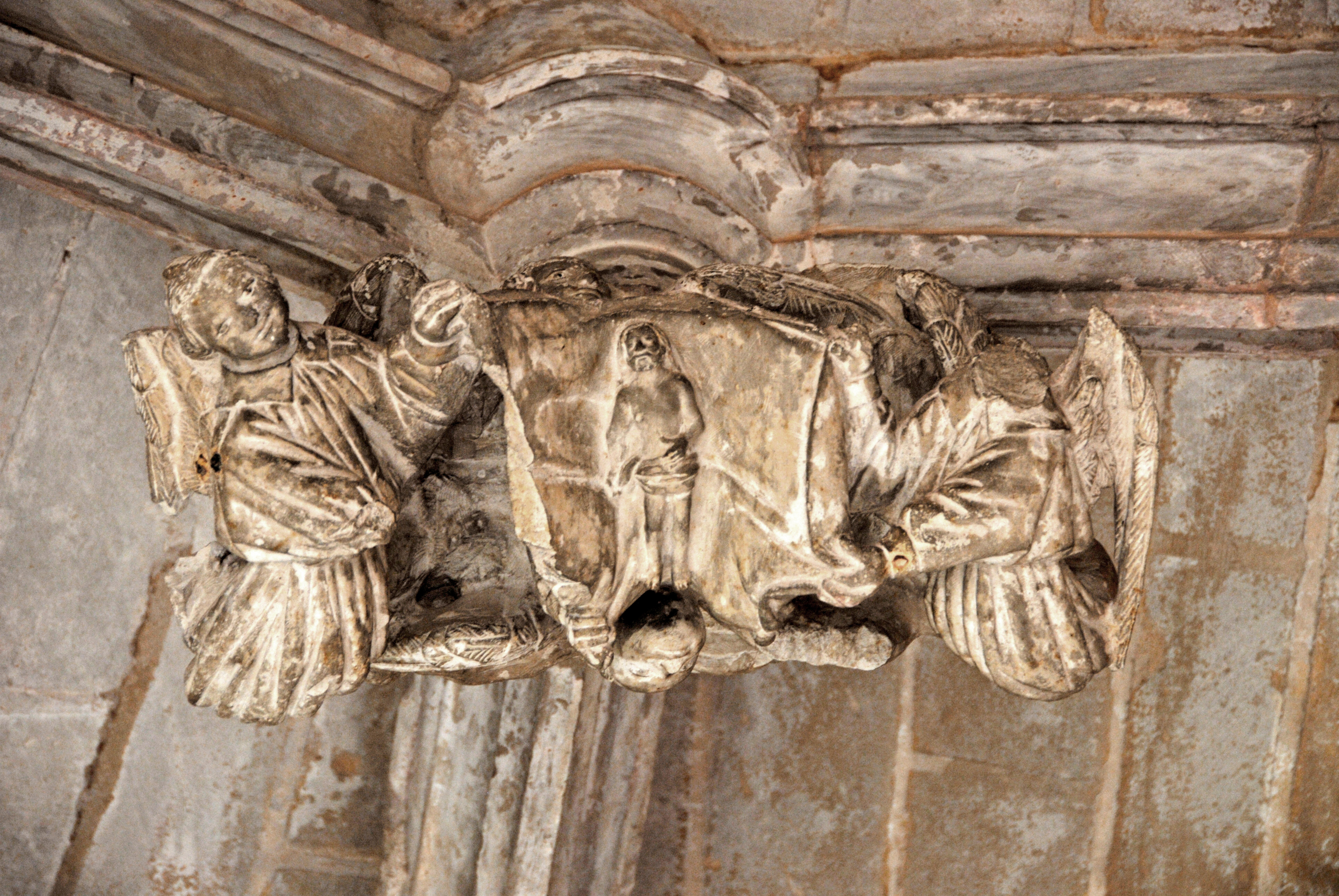
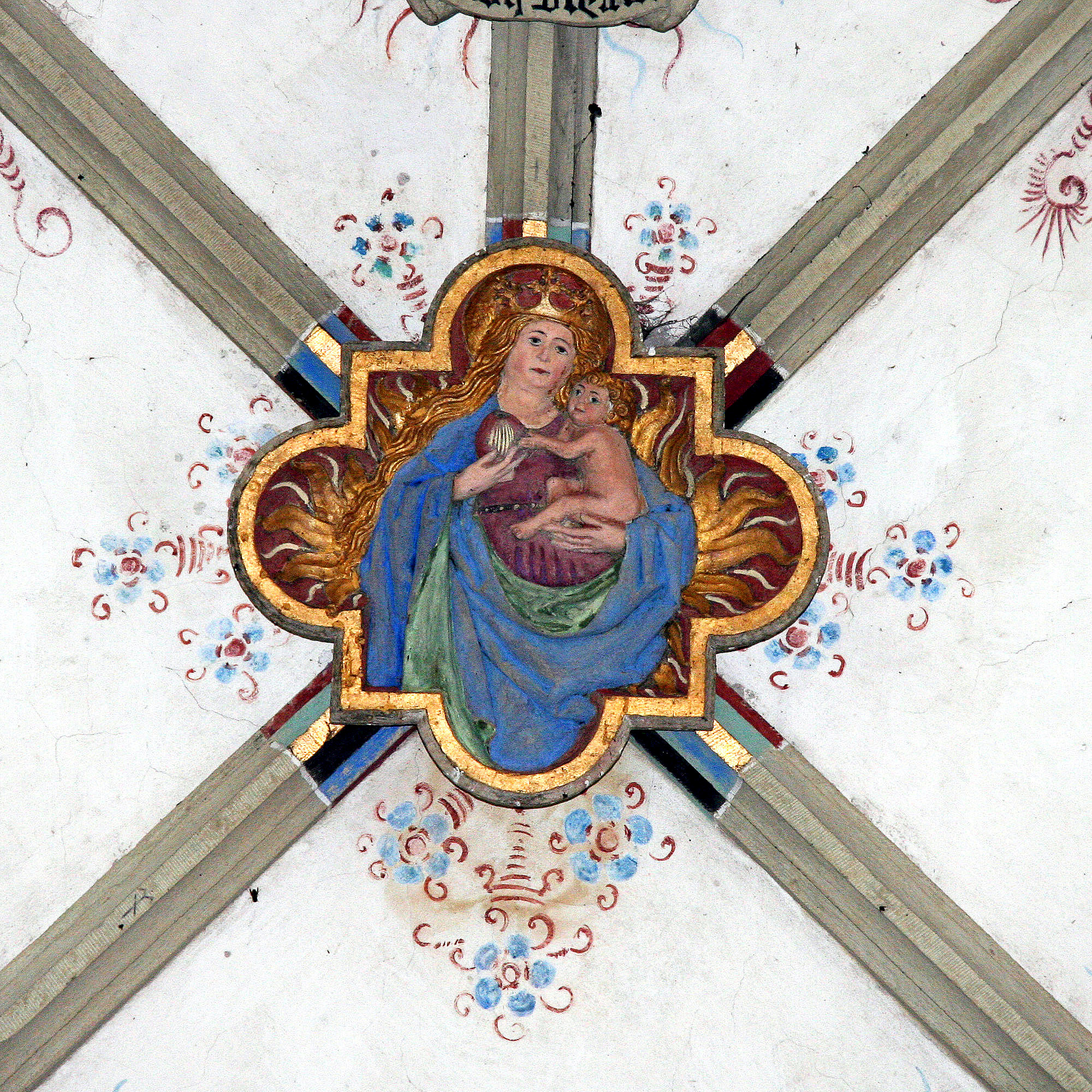
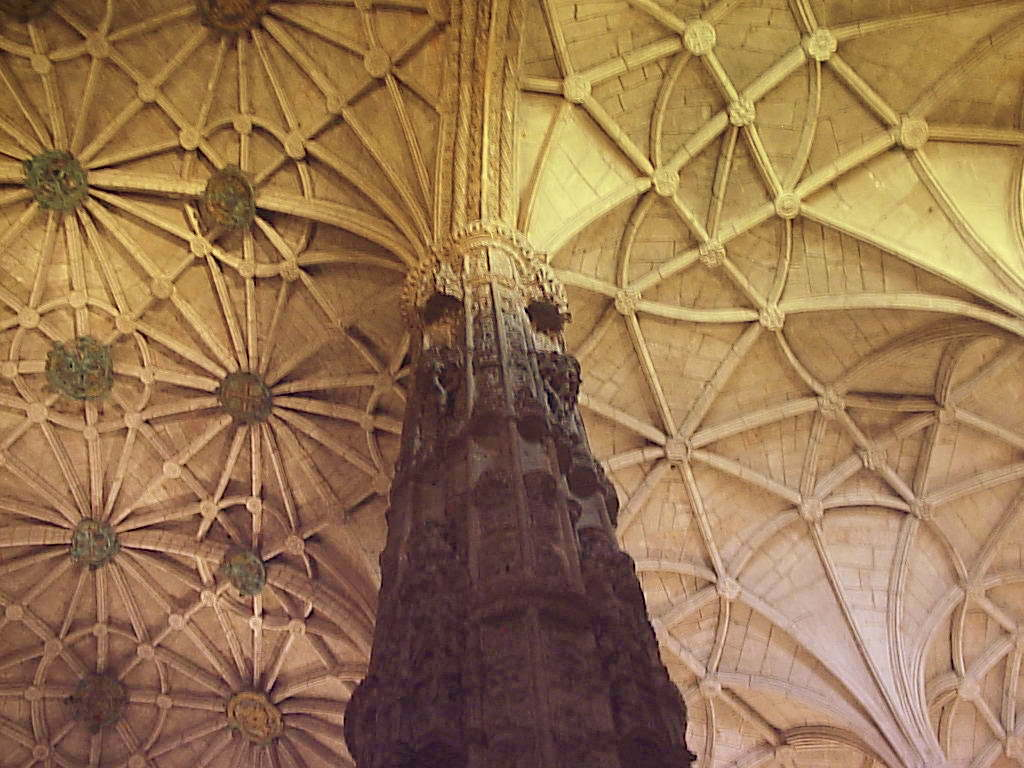